# Rosiers-d'Égletons
Rosiers-d'Égletons este o comună în departamentul Corrèze din centrul Franței. În 2009 avea o populație de 1.088 de locuitori.

## Evoluția populației
| An        | 1975 | 1982  | 1990  | 1999  | 2006  | 2009  |
| --------- | ---- | ----- | ----- | ----- | ----- | ----- |
| Populație | 938  | 1.011 | 1.056 | 1.018 | 1.070 | 1.088 |

## Personalități născute aici
- Clement al VI-lea (1291 - 1352), papă.